# Guglielmi d'Antognolla
I Guglielmi d'Antognolla furono una famiglia nobile italiana originaria di Roma, che godette di titoli e proprietà umbre.

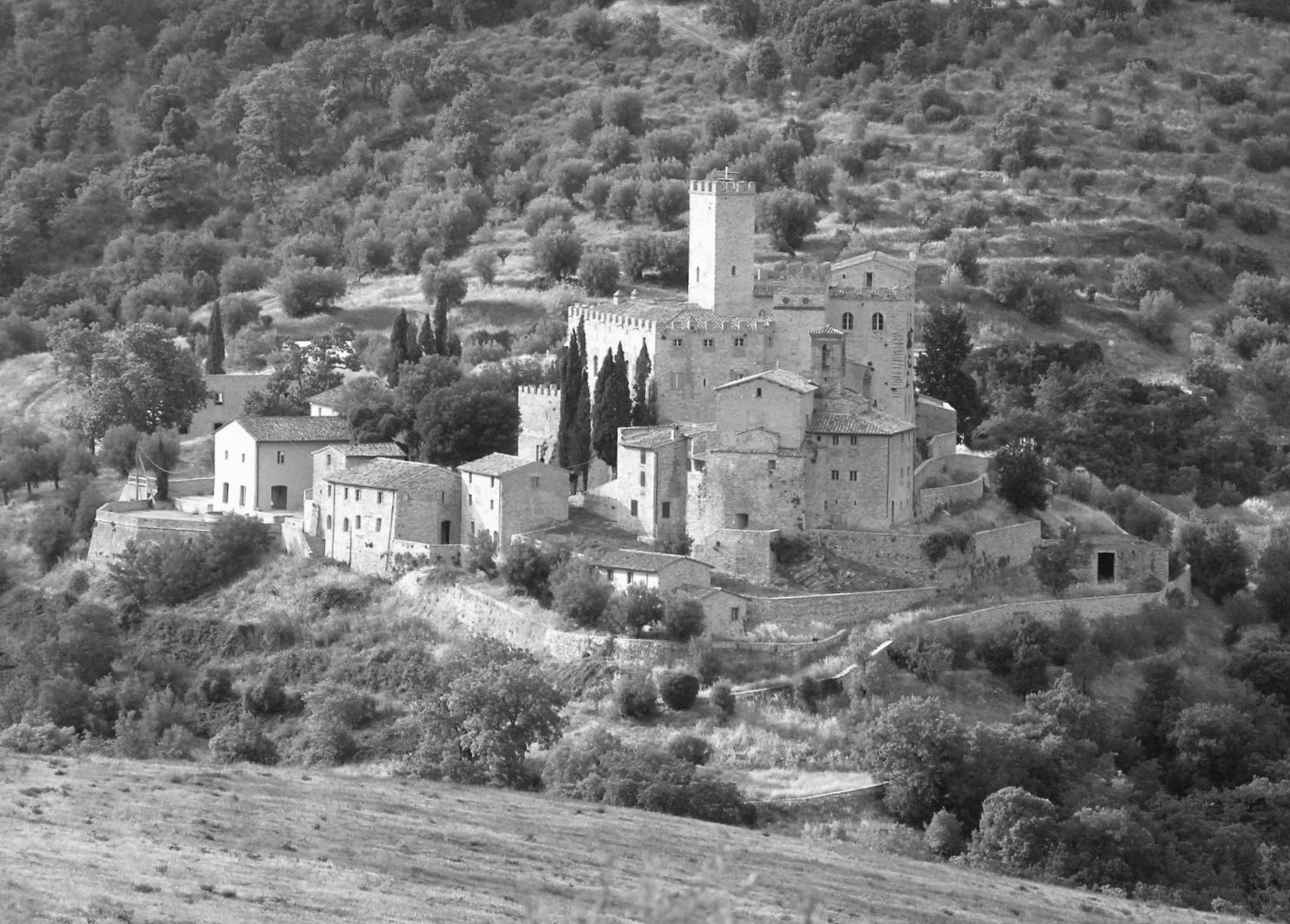
Il castello di Antognolla

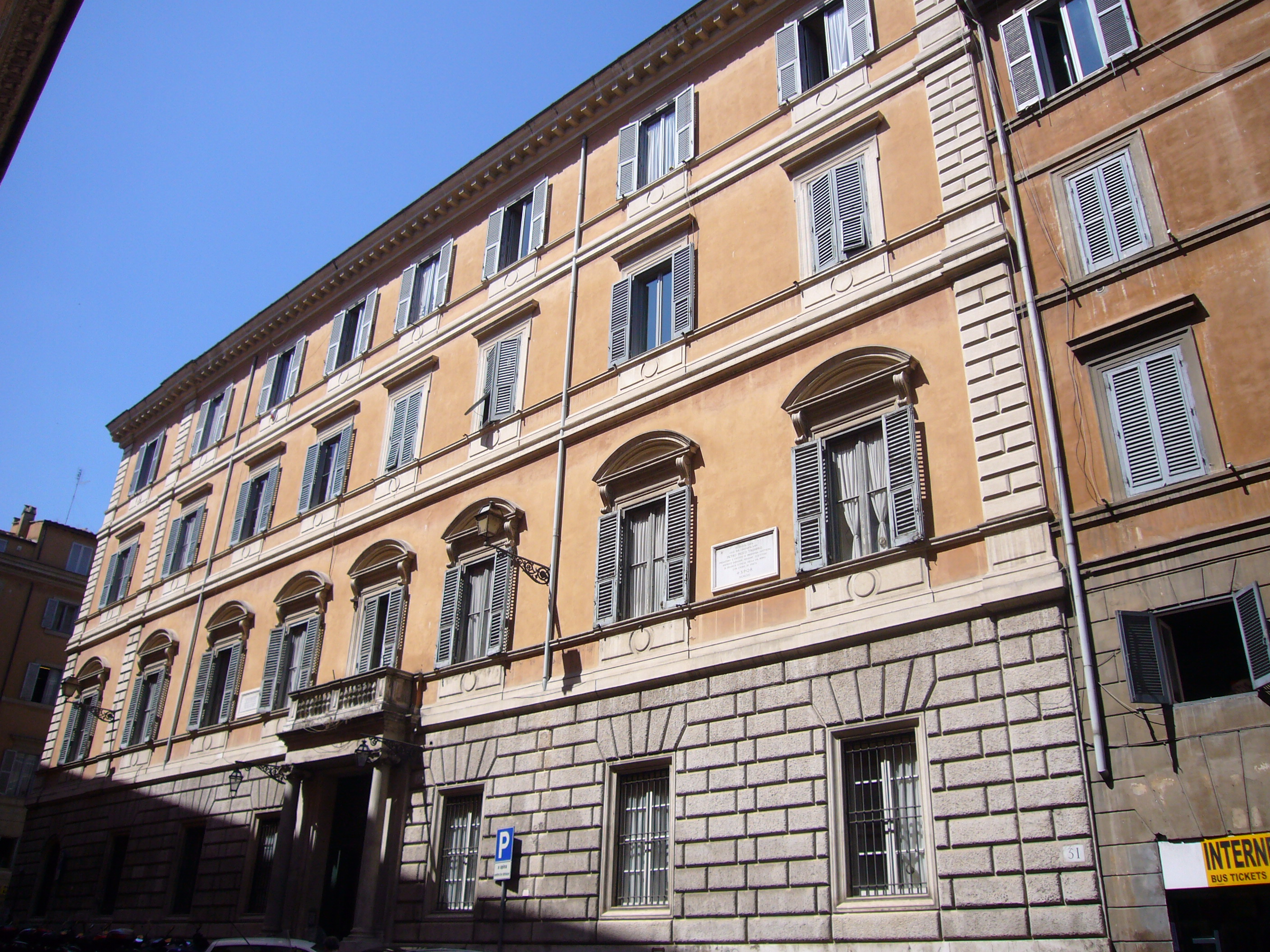
Palazzo Guglielmi a Piazza Paganica

Nel 1835 l'imprenditore romano Giovanni Battista Guglielmi acquistò da Marcantonio Oddi Baglioni degli ex feudi di famiglia per una superficie di quasi 2.000 ettari comprendente i tre castelli di Antognolla, Valenzina e Murlo, per poi essere insignito l'anno successivo da Gregorio XVI del titolo di marchese di Valenzina e conte di Antognolla, oltre che di altre distinzioni nobiliari e cavalleresche. Fu dei Conservatori di Roma dal 1856 al 1860 e dalla moglie Catharina de Teklherr ebbe il figlio Giuseppe.
Giuseppe (13 marzo 1805 – 21 giugno 1877) fu personaggio molto stimato nella Roma del suo tempo e assai caro a Pio IX. Fu Ciambellano presso la Corte granducale di Toscana, colonnello comandante della Guardia palatina d'onore col grado di Generale di Brigata e Cavaliere Commendatore di più ordini pontifici e stranieri. Contrasse matrimonio il 13 ottobre 1847 con Angela dei conti Bonin Longare (29 agosto 1826 – 10 agosto 1866), da cui:
- Giovan Battista, nato il 28 marzo 1859. Scapolo, morirà senza eredi.
- Carolina, nata nel 1863 e morta a 14 anni nel 1877. A lei la zia materna contessa Isabella Bonin Longare in Ferri dedicò una cappella nel quadriportico del Verano che donò alla famiglia. Successivamente la zia tentò di riacquisire la cappella facendo causa ai nipoti, che però vinsero la causa in tribunale nel 1895;
- Guglielmo, nato l'8 luglio 1862 e morto il 23 agosto 1934. Sposato con Maria Pia Bezzi Scali.

Maria Pia era figlia del conte Antonio Luigi Bezzi Scali (1817-1895), cameriere segreto di S.S, e della baronessa Angelica Pfyffer von Altishofen. Tramite il fratello Francesco, marito di Anna dei marchesi Sacchetti, Maria Pia era zia di Maria Cristina Bezzi Scali, seconda moglie di Guglielmo Marconi. Per le sue nozze Maria Cristina scelse come testimoni i suoi due zii: il marchese Guglielmo Guglielmi d'Antognolla ed il principe Domenico Orsini. I Bezzi Scali come i Sacchetti e gli Orsini rientravano tra le famiglie della nobiltà nera.
Maria Pia Bezzi Scali, nota per essere una bella donna, fu molto amata dal marito, a cui diede sei figli:
- Angela, si sposerà nel 1920 con Angelo Marini Clarelli VII marchese di Vacone, con cui vivrà a Palazzo degli Oddi Marini Clarelli a Perugia. Fu un matrimonio felice e dalla coppia nacquero Maria Maddalena, Pietro, Luisa e Barbara;
- Anna, insieme all'inseparabile sorella Carolina furono le ultime Guglielmi a mancare;
- Maria Antonietta, moglie del marchese Filippo Negrotto Cambiaso, da cui Ludovico e Nicoletta;
- Carolina, insieme all'inseparabile sorella Anna furono le ultime Guglielmi a mancare;
- Giuseppe, morto a 2 anni;
- Giuseppina, prese i voti come suora del Cenacolo.

Le tragica perdita del figlio maschio frustrò le aspettative di successione di Guglielmo e Maria Pia, che nel 1921 vendettero i possedimenti umbri, anche col fine di ricomprare al genero Filippo Negrotto Cambiaso alcune proprietà della sua famiglia andate perse negli ultimi anni.
Le sorelle Guglielmi si spensero entro la fine degli anni Settanta, portando così la famiglia all'estinzione, ma lasciando numerosa discendenza.